# Giovanni Gualdi
Giovanni Gualdi (Gazzaniga, 25 novembre 1979) è un ex maratoneta italiano.
Vanta otto presenze nella Nazionale di atletica leggera dell'Italia collezionate dal 2001 al 2008.

## Biografia
Specialista sulle lunghe distanze, nel 2011 si laurea campione italiano di maratona con il tempo di 2h14'01, giungendo al traguardo 8º assoluto nella Maratona di Torino. Corre per le Fiamme Gialle.
Ha partecipato ai Campionati europei di corsa campestre 2006, nei quali la nazionale italiana si è classificata quinta nella classifica a squadre.
Ha fatto parte del terzetto comprendente Carmine Buccilli e Ahmed Nasef, che nell'edizione 2015 della Monza-Resegone, gara podistica a passo libero, notturna ed a squadre, ha stabilito 2 record sulla distanza.

## Palmarès
| Anno | Manifestazione             | Sede                   | Evento         | Risultato | Prestazione | Note |
| ---- | -------------------------- | ---------------------- | -------------- | --------- | ----------- | ---- |
| 1997 | Europei juniores           | Lubiana                | 10000 m piani  | 12º       | 31'59"72    |      |
| 1998 | Mondiali juniores          | Annecy                 | 10000 m piani  | dnf       | dnf         |      |
| 1998 | Europei di cross           | Ferrara                | Corsa U20      | 19º       | 17'27"      |      |
| 1998 | Europei di cross           | Ferrara                | A squadre      | 6º        | 54 p.       |      |
| 1998 | Mondiali di cross          | Marrakech              | Corsa U20      | 48º       | 25'13"      |      |
| 1998 | Mondiali di cross          | Marrakech              | A squadre      |           |             |      |
| 2001 | Mondiali di mezza maratona | Bristol                | Individuale    | 92º       | 1h07'22"    |      |
| 2001 | Mondiali di mezza maratona | Bristol                | A squadre      |           |             |      |
| 2002 | Mondiali di cross          | Dublino                | Corsa seniores | 88º       | 38'15"      |      |
| 2002 | Mondiali di cross          | Dublino                | A squadre      |           |             |      |
| 2005 | Mondiali di cross          | Saint-Galmier          | Corsa seniores | 95º       | 39'43"      |      |
| 2005 | Mondiali di cross          | Saint-Galmier          | A squadre      |           |             |      |
| 2006 | Europei di cross           | San Giorgio su Legnano | Corsa seniores | 19º       | 28'43"      |      |
| 2006 | Europei di cross           | San Giorgio su Legnano | A squadre      | 5º        | 93 p.       |      |
| 2006 | Mondiali di cross          | Fukuoka                | Cross lungo    | 60º       | 38'09"      |      |
| 2006 | Mondiali di cross          | Fukuoka                | A squadre      |           |             |      |
| 2006 | Mondiali di cross          | Fukuoka                | Cross corto    | 74º       | 11'50"      |      |
| 2006 | Mondiali di cross          | Fukuoka                | A squadre      |           |             |      |
| 2007 | Europei di cross           | Toro                   | Corsa seniores | dnf       | dnf         |      |
| 2008 | Europei di cross           | Bruxelles              | Corsa seniores | 61º       | 38'15"      |      |
| 2008 | Europei di cross           | Bruxelles              | A squadre      | 4º        | 79 p.       |      |

## Campionati nazionali
2000
- 17º ai campionati italiani assoluti, 10000 m - 29'24"11
- 13º ai campionati italiani assoluti, 5000 m - 14'19"52
- Argento ai campionati italiani promesse, 5000 m - 14'10"03
- 5º ai campionati italiani promesse di maratonina - 1h06'19"

2001
- 9º ai campionati italiani di maratonina - 1h04'14"
- Argento ai campionati italiani promesse, 5000 m - 14'27"46

2002
- Bronzo ai campionati italiani assoluti, 10000 m - 28'25"37
- Bronzo ai campionati italiani di corsa campestre - 34'46"

2003
- Bronzo ai campionati italiani assoluti, 10000 m - 28'57"90
- 4º ai campionati italiani assoluti, 5000 m - 13'58"20
- 7º ai campionati italiani di corsa campestre - 36'16"

2005
- 8º ai campionati italiani assoluti, 5000 m - 14'25"08

2006
- 6º ai campionati italiani assoluti, 5000 m - 14'02"47
- 7º ai campionati italiani assoluti indoor, 3000 m - 8'15"55
- Argento ai campionati italiani di corsa campestre - 11'09"

2007
- 4º ai campionati italiani di maratonina - 1h04'25"

2009
- 8º ai campionati italiani di maratonina - 1h04'25"

2011
- Oro ai campionati italiani di maratona - 2h14'01"
- 7º ai campionati italiani di maratonina - 1h04'51"
- 13º ai campionati italiani di corsa su strada, 10 km - 30'06"

2013
- 5º ai campionati italiani di maratonina - 1h04'06"
- 6º ai campionati italiani assoluti, 10000 m - 30'01"10

2015
- 20º ai campionati italiani di corsa campestre - 31'42"

2016
- 37º ai campionati italiani di corsa campestre - 31'52"

2021
- 22º ai campionati italiani di corsa campestre - 33'07"

## Altre competizioni internazionali
1997
- Oro al Cross della Vallecamonica ( Darfo Boario Terme), gara juniores[3]
- Oro al Cross della Badia ( Badia), gara juniores[4]

1998
- Oro alla Cinque Mulini ( San Vittore Olona), corsa juniores

1999
- 53º alla Stramilano ( Milano) - 1h06'19"
- 20º alla Mezza maratona di Como ( Como) - 1h06'25"
- 7º alla Mezza maratona di Bergamo ( Bergamo) - 1h10'12"
- Oro alla Cinque Mulini ( San Vittore Olona), corsa juniores
- 11º al Trofeo Plebani ( Adrara San Martino)

2000
- 10º alla Mezza maratona di Parma ( Parma) - 1h04'45"
- Oro alla Corrida di San Silvestro ( Giavera del Montello), 11 km - 32'05"
- 8º al Palio delle Porte ( Martinengo), 9,9 km - 30'37"
- 6º alla Corrida di San Lorenzo ( Zogno), 8 km - 24'07"
- Oro al Trofeo Alberto Zanni ( Vertova)[5]
- 6º al Cross di Vallecamonica ( Darfo Boario Terme) - 30'51"

2001
- 9º alla Mezza maratona di Arezzo ( Arezzo) - 1h04'14"
- 16º alla BOclassic ( Bolzano) - 29'46"
- 4º alla Corrida di San Lorenzo ( Zogno), 8 km - 24'03"
- Oro al Trofeo Alberto Zanni ( Vertova)[5]
- 15º al Giro Podistico di Vipiteno ( Vipiteno), 5 km - 14'16"
- 11º al Cross di Vallecamonica ( Darfo Boario Terme) - 31'37"

2002
- 12º alla Stramilano ( Milano) - 1h04'19"
- 6º alla Mezza maratona di Pavia ( Pavia) - 1h05'41"
- 7º al Palio delle Porte ( Martinengo) - 30'03"
- Argento al Trofeo San Vittore ( Tonadico), 9,1 km - 27'51"
- Oro al Trofeo Alberto Zanni ( Vertova)[5]
- 12º al Cross di Alà dei Sardi ( Alà dei Sardi) - 32'10"
- Oro al Cross della Badia ( Badia)[4]

2003
- 15º in Coppa Europa dei 10000 metri ( Atene) - 29'01"30
- 16º al Trofeo Maria SS. degli Ammalati ( Misterbianco), 10,075 km - 30'57"
- 9º alla BOclassic ( Bolzano) - 29'22"
- Oro al Trofeo Asics Run ( Cuneo) - 28'19"
- Argento alla Corsa di Miguel ( Roma) - 28'53"
- Bronzo alla Tuttadritta ( Torino) - 29'21"
- 7º alla Scarpa d'oro ( Vigevano), 8 km - 23'25"
- 10º alla Gonnesa Corre ( Gonnesa), 7 km
- 4º al Giro Podistico di Vipiteno ( Vipiteno), 5 km - 14'19"
- 7º alla Cinque Mulini ( San Vittore Olona) - 36'18"
- 14º al Campaccio ( San Giorgio su Legnano) - 37'33"

2004
- 10º alla Cinque Mulini ( San Vittore Olona) - 36'44"
- 9º al Campaccio ( San Giorgio su Legnano) - 36'24"
- 15º al Cross di Alà dei Sardi ( Alà dei Sardi) - 35'09"

2005
- 4º alla Marcialonga Running ( Cavalese), 24,1 km - 1h16'18"
- 18º alla BOclassic ( Bolzano) - 30'37"
- 7º al Trofeo Asics Run ( Cuneo) - 29'01"
- 4º alla Roma Urbs Mundi ( Roma) - 29'49"
- 8º alla Scarpa d'oro ( Vigevano), 8 km - 24'13"
- Oro al Gran Prix Lago del Segrino ( Eupilio) - 14'20"[6]
- 6º al Cross della Vallagarina ( Villa Lagarina) - 36'55"
- 11º al Cross del Sud ( Lanciano) - 30'56"

2006
- 11º alla Roma-Ostia ( Roma) - 1h05'13"
- 11º alla BOclassic ( Bolzano) - 29'22"
- Bronzo alla Roma Urbs Mundi ( Roma) - 29'10"

2007
- Argento alla Mezza maratona di Monza ( Monza) - 1h07'36"
- 8º al Giro delle Mura Città di Feltre ( Feltre), 9,5 km - 27'28"
- Oro alla Corrida di San Lorenzo ( Zogno), 8 km - 23'55"
- 8º al Cross Valmusone ( Osimo) - 26'43"
- Bronzo al Cross del Tevere ( Roma) - 30'40"

2008
- Argento alla Maratonotte del Castello ( Capriolo) - 29'20"[7]
- 4º al Cross Valmusone ( Osimo) - 27'17"

2009
- Oro alla Maratona dell'Alto Adige ( Egna) - 2h16'23"
- 10º alla Stramilano ( Milano) - 1h05'13"
- 8º alla Roma-Ostia ( Roma) - 1h04'14"
- 8º alla Mezza maratona di Ravenna ( Ravenna) - 1h04'25"
- 17º alla BOclassic ( Bolzano) - 31'05"
- Oro alla Stravicenza ( Vicenza) - 29'57"
- 11º al Giro delle Mura Città di Feltre ( Feltre), 9,5 km - 27'46"

2010
- 11º alla Maratona di Atene ( Atene) - 2h18'53"
- Bronzo alla Padova Marathon ( Padova) - 2h13'39"
- 6º alla Stramilano ( Milano) - 1h03'57"
- 11º alla Roma-Ostia ( Roma) - 1h04'45"
- 15º alla Mezza maratona di Udine ( Udine) - 1h05'32"
- 9º alla BOclassic ( Bolzano) - 29'57"
- 12º al Giro al Sas ( Trento) - 29'48"
- 8º alla Corsa di Miguel ( Roma) - 30'25"
- 16º al Campaccio ( San Giorgio su Legnano) - 31'19"

2011
- 8º alla Maratona di Torino ( Torino) - 2h14'01"
- 16º alla Mezza maratona di Cremona ( Cremona) - 1h04'51"
- Bronzo alla Mezza maratona di Bergamo ( Bergamo) - 1h07'54"
- Oro al Giro del Lago di Resia ( Curon Venosta), 15,3 km - 49'21"
- 13º alla BOclassic ( Bolzano) - 30'34"
- 20º al Giro al Sas ( Trento) - 31'38"
- 40º alla Corrida Pédestre Internationale de Houilles ( Houilles), 10 km - 31'22"
- 9º al Giro delle Mura “Città di Feltre” ( Feltre), 10 km - 28'55"

2012
- 16º alla Maratona di Berlino ( Berlino) - 2h13'55"
- 9º alla Milano Marathon ( Milano) - 2h15'25"
- Oro alla Marcialonga Running ( Cavalese), 25,5 km - 1h19'25"
- Oro alla Mezza Maratona sul Serio ( Gazzaniga) - 1h05'57"
- 17º alla BOclassic ( Bolzano) - 31'11"
- 17º al Giro al Sas ( Trento) - 30'13"
- 5º alla Corrida di San Lorenzo ( Zogno), 8 km - 24'38"
- Oro alla Selvino in Corsa ( Selvino), 6,8 km

2013
- 4º alla Padova Marathon ( Padova) - 2h15'32"
- 8º alla Maratona di Torino ( Torino) - 2h18'36"
- 8º alla Stramilano ( Milano) - 1h05'39"
- 13º alla Mezza maratona di Cremona ( Cremona) - 1h04'06"
- 4º alla Mezza maratona di Bergamo ( Bergamo) - 1h05'39"
- 15º al Giro podistico internazionale di Castelbuono ( Castelbuono) - 33'15"
- 18º alla BOclassic ( Bolzano) - 31'03"
- 12º al Giro al Sas ( Trento) - 30'17"
- 6º alla Corsa di Miguel ( Roma) - 30'57"
- 21º al Cross della Vallagarina ( Villa Lagarina) - 29'16"

2014
- Argento alla Maratona di Venezia ( Venezia) - 2h18'40"
- 4º alla Marcialonga Running ( Cavalese), 25,5 km - 1h22'32"
- Oro alla Io21zero97 ( Darfo Boario Terme) - 1h04'45"
- 6º alla Mezza maratona di Bologna ( Bologna) - 1h07'31"
- 5º al Giro del Lago di Resia ( Curon Venosta), 15,3 km - 53'26"
- 16º alla BOclassic ( Bolzano) - 31'41"
- 20º al Giro al Sas ( Trento) - 31'37"
- Oro alla Cinque Miglia degli Angeli ( Carobbio degli Angeli) - 25'18"
- 4º alla Corrida di San Lorenzo ( Zogno), 8 km - 25'18"
- Bronzo alla RunPar ( Parre), 6,5 km - 20'00"

2015
- Oro alla Padova Marathon ( Padova) - 2h16'15"
- 9º alla Maratona di Venezia ( Venezia) - 2h23'14"
- Argento alla Maratona di Reggio Emilia ( Reggio Emilia) - 2h17'59"
- Oro alla Monza/Resegone ( Monza) - 2h55'01"
- Bronzo alla Cortina-Dobbiaco Run ( Dobbiaco), 30 km - 1h36'20"
- Argento alla Marcialonga Running ( Cavalese), 25,5 km - 1h21'42"
- 7º alla Stramilano ( Milano) - 1h05'42"
- 22º alla Roma-Ostia ( Roma) - 1h06'11"
- Argento alla Io21zero97 ( Darfo Boario Terme) - 1h05'14"
- 5º alla Mezza maratona di Riva del Garda ( Riva del Garda) - 1h06'19"
- Oro alla Mezza sul Serio ( Gazzaniga) - 1h07'10"
- 5º alla Garda Half Marathon ( Padenghe sul Garda) - 1h07'45"
- 5º alla Mezza maratona di Bergamo ( Bergamo) - 1h08'15"
- 14º al Giro al Sas ( Trento) - 30'52"
- Oro al Trofeo Sempione ( Milano)
- Oro alla Corsa sulla Quisa ( Villa d'Almè) - 31'47"[8]
- 7º alla Corrida di San Lorenzo ( Zogno), 8 km - 24'34"

2016
- 22º alla Maratona di New York ( New York) - 2h22'10"
- 12º alla Maratona di Roma ( Roma) - 2h18'38"
- 4º alla Maratona di Treviso ( Treviso) - 2h20'39"
- Oro alla Clusone-Alzano Run ( Alzano Lombardo), 30 km - 1h39'42"
- 8º alla Marcialonga Running ( Cavalese), 26 km - 1h25'45"
- 6º alla Engadiner Sommerlauf ( Samedan), 25 km - 1h26'52"
- 12º alla Stramilano ( Milano) - 1h06'10"
- 5º alla Io21zero97 ( Darfo Boario Terme) - 1h07'21"
- Bronzo alla Mezza sul Serio ( Gazzaniga) - 1h07'43"
- 4º alla Mezza maratona di Crema ( Crema) - 1h07'45"
- Argento alla Mezza maratona di Sondrio ( Sondrio) - 1h09'12"
- Bronzo alla Mezza maratona di Leucade ( Leucade) - 1h11'17"
- Oro al Giro del Lago di Resia ( Curon Venosta), 15,3 km - 49'29"

2017
- 27º alla Maratona di Parigi ( Parigi) - 2h26'42"
- 32º alla Maratona di Valencia ( Valencia) - 2h22'38"
- Oro alla Clusone-Alzano Run ( Alzano Lombardo), 30 km - 1h40'39"
- 17º alla Stramilano ( Milano) - 1h07'50"
- 13º alla Roma-Ostia ( Roma) - 1h06'19"
- Oro alla Mezza maratona sul Serio ( Gazzaniga) - 1h05'57"
- Argento alla Io21zero97 ( Darfo Boario Terme) - 1h07'15"
- 9º alla Mezza maratona di Lodi ( Lodi) - 1h09'00"
- 8º alla Mezza maratona sul Brembo ( Dalmine) - 1h12'32"
- 15º alla Tuttadritta ( Torino) - 30'26"
- 4º al Cross Parco delle Colline ( Brescia) - 33'16"

2018
- 27º alla Maratona di Amburgo ( Amburgo) - 2h29'25"
- 22º alla Stramilano ( Milano) - 1h08'00"
- 18º alla Roma-Ostia ( Roma) - 1h08'58"
- 7º alla Mezza maratona di Crema ( Crema) - 1h08'09"

2019
- 17º alla Stramilano ( Milano) - 1h08'40"
- 15º alla Roma-Ostia ( Roma) - 1h07'51"
- 6º alla Mezza maratona di Treviglio ( Treviglio) - 1h07'54"
- Oro alla Zero Wind Cangrande Half Marathon - Bridgestone Last 10km Marathon ( Verona) - 31'29"
- Argento alla Corsa sulla Quisa ( Villa d'Almè)

2020
- Bronzo alla Mezza maratona di Bergamo ( Bergamo) - 1h08'01"

2021
- 11º al Cross della Bosca ( Morbegno)